# Moronobu Hishikawa
Moronobu Hishikawa (jap. 菱川 師宣（ひしかわ もろのぶ), Hodomura, Kyonan, kuni Awa, 1618./4. godina ere Genne - Edo, 25. srpnja 1694./4. dan 6. mjeseca 7. godine ere Genrokua ), japanski slikar i grafičar. Na glasu je kao jedan od osnivača stila ukiyo-e. Krajem 17. stoljeća popularizirao je žanr ukiyo-ea u drvotisku i slikama.
Rođen je u Hodomuri, Kyonan, kuni Awi, blizu Tokijskog zaljeva, u obitelji poznatog mastioničara i izrađivača zlatnog i srebrnog brokata. Prije nego što je preselio u Edo, izučio je očev zanat. Nakon što je preselio u Edo, učio je slikanje u stilu škola tose i kanōa. To mu je dalo čvrste temelje za dekorativna umijeća i akademsko slikanje, što mu je dobro poslužilo kad se okrenuo ukiyo-eu, kojeg je učio kod svog mentora, majstora Kanbuna.

## Vanjske poveznice
|  | Zajednički poslužitelj ima još gradiva o temi Moronobu Hishikawa |